# Глітч (музика)
Ґлітч (англ. Glitch — короткочасне порушення) — напрямок електронної музики що з'явився в 1990-х роках з розповсюдженням цифрової обробки звуку. Цей напрямок часто розглядають як різновид музики IDM, ґлітч уникає традиційних інструментів і надає перевагу механістичним, неприродним звукам. Хоча ритм залишається в центрі уваги цього напрямку, він розгалужується на безліч різновидів від ембієнтних до танцювальних.
Ґлітч звичайно продукують на комп'ютерах, використовуючи сучасні аудіоредактори, що дозволяють з'єднувати короткі фрагменти (англ. "cuts") записаних раніше музичних творів. Потім ці фрагменти інтегруються зі структурами ґлітчу: удари, складені «ґлітчами», кліками, скрипами та іншими «невірно спродукованим» чи шумовими звуками. Ці «ґлітчі» часто дуже м'які, і типово використовуються замість традиційних ударних інструментів. Переключення CD, подряпані вінілові платівки, Circuit bending та інші шумоподібні спотворення помітно фігурують при створенні римту і відчуття ґлітч-музики; ґлітч таким чином став здобутком цифрових аудіотехнологій. Однак, не всі митці цього напрямку працюють з викривленими звуками.
Програмне забезпечення для створення Glitch включає трекери, Reaktor, Audiomulch, Bidule, Super Collider, Ableton Live, GleetchLAB, MAX/MSP, Pure Data та ChucK. Circuit bending — навмисні короткі замикання малопотужних електронних пристроїв, що використовуються як музичні пристрої — також відіграють важливу роль в апаратному забезпеченні ґлітч-музики. 
Глітч музика також може бути створена за допомогою саморобних музичних інструментів, створених на основі дитячих іграшок (так званий метод Сьоркіт-Бендінг (Circuit bending)

## Виконавці
- Apparat
- Alva Noto
- Autechre
- Caribou
- Cyclo
- edIT
- Fennesz
- Kraddy
- Mujuice
- Oval
- Prefuse 73
- Ryoji Ikeda
- Synthetic Violence
- Tapage
- Tilman Ehrhorn
- The Glitch Mob
- Veell
- u-Ziq
- Rank Sinatra